# Cal Jaumet Pensa
Cal Jaumet Pensa és una casa de Sant Boi de Lluçanès a la comarca d'Osona inclosa en l'Inventari del Patrimoni Arquitectònic Català, així com el pont o corredor sobre la casa.

## Descripció
És una casa de pedra i morter amb un afegit sobre el corredor en forma d'eixida amb una gran balconada. Cal destacar un portal de forma rectangular amb una gran llinda amb la següent inscripció: «Salvador Vilarrasa, 1696». A la façana lateral i principal totes les finestres són de pedra treballada, en una hi ha la data de 1694.
Corredor de 10 m de llargada per 3 m d'ample que dona accés al Papell, una de les cases més antigues del poble. Té una alçada considerable i el sostre forma un embigat de fusta. Anteriorment hi havia dos pilars de pedra, molt escairades, a l'entrada del corredor. Al final hi ha un arc de mig punt. Al damunt descansa l'eixida de Cal Jaumet.

## Història
Aquesta fou casa aixecada a final del segle xvii (entre els anys 1694 i 1696) i fou restaurada a la dècada dels 80 del segle xx. El corredor té importància pel fet de ser un dels únics d'aquestes contrades. No hem pogut fixar la data de construcció, però hom pensa que és força antiga, ja que conduïa a la casa Papell, una de les més antigues del poble.